# Дік Ірвін
Дік Ірвін (англ. Dick Irvin, нар. 19 липня 1892, Гамільтон — пом. 16 травня 1957, Монреаль) — канадський хокеїст, що грав на позиції центрального нападника. Згодом — хокейний тренер.
Член Зали слави хокею з 1958 року. Володар Кубка Стенлі. 

## Ігрова кар'єра
Хокейну кар'єру розпочав 1911 року виступами за команду «Вінніпег Монархс».
Протягом професійної клубної ігрової кар'єри, що тривала 14 років, захищав кольори команд «Портленд Роузбадс», «Реджайна Кепіталс» та «Чикаго Блек Гокс».
Загалом провів 96 матчів у НХЛ, включаючи 2 гри плей-оф Кубка Стенлі.

## Тренерська робота
1928 року розпочав тренерську роботу в НХЛ. Один із найуспішніших тренерів, який тренував клуби НХЛ понад 25 сезонів, 16 фіналів Кубка Стенлі з них чотири рази, як переможець. 
Вже з першим клубом «Чикаго Блек Гокс» у другому сезоні на посту головного тренера команди він виводить «чорних яструбів» до фіналу Кубка Стенлі, де вони програють у фінальній серії «Монреаль Канадієнс» 2:3.
На початку сезону 1931/32 його запрошують до «Торонто Мейпл-Ліфс» і вже в першому сезоні він здобуває разом з командою Кубок Стенлі, в подальшому Ірвін ще шість разі виводив «Мейпл-Ліфс» до фіналу Кубка Стенлі, але повторити успіх першого сезону не зумів.
Найбільші успіхи його тренерської кар'єри та найдовша робота на тренерському містку була в «Монреаль Канадієнс». Три сезони пішло в нього на перебудову команди і вже в четвертому сезоні він здобуває першу з чотирьох перемог з «канадцями» завдяки так званій ланці «Панч Лайн», яку складали Елмер Лак, Дуг Гарві та молодий і дуже талановитий Моріс Рішар, а також надійний воротар Білл Дернан. Ірвін очолював «канадців» до кінця сезону 1954/55 в фіналі якого канадська команда поступилась «Детройт Ред-Вінгс» 3:4. Дік потрапив під нищівну критику з боку вболівальників клубу та змушений піти у відставку. 
Вже наступного сезону Дік очолює «Чикаго Блек Гокс», але тут на нього чекає повний провал — шосте підсумкове місце. А згодом в нього діагностують рак, хвороба досить швидко прогресує і 16 травня 1967 він помирає. Через рік після смерті його оберуть до Зали слави хокею.

## Нагороди та досягнення
- Володар Кубка Аллана в складі «Вінніпег Монархс» — 1915.
- Володар Кубка Стенлі — 1932 (Торонто); 1944, 1946 та 1953 (Монреаль).
- Друга команда всіх зірок НХЛ (як тренер) — 1931, 1932, 1933, 1934, 1935, 1941.
- Перша команда всіх зірок НХЛ (як тренер) — 1944, 1945, 1946.

## Статистика
| Сезон             | Клуб                 | Ліга              | Регулярний сезон | Регулярний сезон | Регулярний сезон | Регулярний сезон | Регулярний сезон | Плей-оф | Плей-оф | Плей-оф | Плей-оф | Плей-оф |
| Сезон             | Клуб                 | Ліга              | І                | Г                | П                | О                | ШХ               | І       | Г       | П       | О       | ШХ      |
| ----------------- | -------------------- | ----------------- | ---------------- | ---------------- | ---------------- | ---------------- | ---------------- | ------- | ------- | ------- | ------- | ------- |
| 1911–12           | «Вінніпег Монархс»   | МХА               | 5                | 16               | 0                | 16               | 0                | 1       | 5       | 0       | 5       | 0       |
| 1912–13           | «Вінніпег Страктонс» | МХА               | 7                | 32               | 0                | 32               | 12               | 1       | 0       | 0       | 0       | 0       |
| 1912–13           | «Вінніпег Монархс»   | МХА               | 2                | 5                | 0                | 5                | —                | —       | —       | —       | —       | —       |
| 1913–14           | «Вінніпег Страктонс» | МХА               | 3                | 11               | 0                | 11               | —                | —       | —       | —       | —       | —       |
| 1913–14           | «Вінніпег Монархс»   | МХА               | 7                | 23               | 1                | 24               | —                | —       | —       | —       | —       | —       |
| 1914–15           | «Вінніпег Монархс»   | МХА               | 6                | 23               | 3                | 26               | 30               | 2       | 10      | 0       | 10      | 2       |
| 1914–15           | «Вінніпег Монархс»   | Кубок Аллана      | —                | —                | —                | —                | —                | 6       | 17      | 3       | 20      | 20      |
| 1915–16           | «Вінніпег Монархс»   | МХА               | 8                | 17               | 4                | 21               | 38               | 2       | 7       | 1       | 8       | 2       |
| 1916–17           | «Портленд Роузбадс»  | ТОХА              | 23               | 35               | 10               | 45               | 24               | —       | —       | —       | —       | —       |
| 1917–18           | «Вінніпег Іпр»       | МХА               | 9                | 29               | 8                | 37               | 26               | —       | —       | —       | —       | —       |
| 1919–20           | «Реджайна Вікторіас» | SSHL              | 12               | 32               | 4                | 36               | 22               | 2       | 1       | 0       | 1       | 4       |
| 1920–21           | «Реджайна Вікторіас» | SSHL              | 11               | 19               | 5                | 24               | 12               | 4       | 8       | 0       | 8       | 4       |
| 1921–22           | «Реджайна Кепіталс»  | ЗКХЛ              | 20               | 21               | 7                | 28               | 17               | 4       | 3       | 0       | 3       | 2       |
| 1921–22           | «Реджайна Кепіталс»  | Захід             | —                | —                | —                | —                | —                | 2       | 1       | 0       | 1       | 0       |
| 1922–23           | «Реджайна Кепіталс»  | ЗКХЛ              | 25               | 9                | 4                | 13               | 12               | 2       | 1       | 0       | 1       | 0       |
| 1923–24           | «Реджайна Кепіталс»  | ЗКХЛ              | 29               | 15               | 8                | 23               | 33               | 2       | 0       | 0       | 0       | 4       |
| 1924–25           | «Реджайна Кепіталс»  | ЗКХЛ              | 28               | 13               | 5                | 18               | 38               | —       | —       | —       | —       | —       |
| 1925–26           | «Портленд Роузбадс»  | ЗХЛ               | 30               | 31               | 5                | 36               | 29               | —       | —       | —       | —       | —       |
| 1926–27           | «Чикаго Блек Гокс»   | НХЛ               | 43               | 18               | 18               | 36               | 34               | 2       | 2       | 0       | 2       | 4       |
| 1927–28           | «Чикаго Блек Гокс»   | НХЛ               | 12               | 5                | 4                | 9                | 14               | —       | —       | —       | —       | —       |
| 1928–29           | «Чикаго Блек Гокс»   | НХЛ               | 39               | 6                | 1                | 7                | 30               | —       | —       | —       | —       | —       |
| Усього в МХА      | Усього в МХА         | Усього в МХА      | 47               | 156              | 16               | 172              | —                | 6       | 22      | 1       | 23      | 4       |
| Усього в НХЛ      | Усього в НХЛ         | Усього в НХЛ      | 94               | 29               | 23               | 52               | 78               | 2       | 2       | 0       | 2       | 4       |
| Усього в ЗКХЛ/ЗХЛ | Усього в ЗКХЛ/ЗХЛ    | Усього в ЗКХЛ/ЗХЛ | 102              | 58               | 24               | 82               | 100              | 8       | 4       | 0       | 4       | 6       |

## Тренерська статистика
| Команда | Сезон    | Регулярний сезон | Регулярний сезон | Регулярний сезон | Регулярний сезон | Регулярний сезон | Регулярний сезон | Регулярний сезон | Плей-оф                       |
| Команда | Сезон    | І                | В                | П                | Н                | ПОТ              | О                | Результат        | Результат                     |
| ------- | -------- | ---------------- | ---------------- | ---------------- | ---------------- | ---------------- | ---------------- | ---------------- | ----------------------------- |
| ЧИК     | 1928–29  | 12               | 2                | 6                | 4                | -                | (22)             | 5-е в АД         | не пройшли                    |
| ЧИК     | 1930–31  | 44               | 24               | 17               | 3                | -                | 51               | 2-е в АД         | Поразка у фіналі Кубка Стенлі |
| ТОР     | 1931–32† | 42               | 22               | 15               | 5                | -                | (53)             | 2-е в КД         | Здобули Кубок Стенлі          |
| ТОР     | 1932–33  | 48               | 24               | 18               | 6                | -                | 54               | 1-е в КД         | Поразка у фіналі Кубка Стенлі |
| ТОР     | 1933–34  | 48               | 26               | 13               | 9                | -                | 61               | 1-е в КД         | програш у другому раунді      |
| ТОР     | 1934–35  | 48               | 30               | 14               | 4                | -                | 64               | 1-е в КД         | Поразка у фіналі Кубка Стенлі |
| ТОР     | 1935–36  | 48               | 23               | 19               | 6                | -                | 52               | 2-е в КД         | Поразка у фіналі Кубка Стенлі |
| ТОР     | 1936–37  | 48               | 22               | 21               | 5                | -                | 49               | 3-є в КД         | програш в першому раунді      |
| ТОР     | 1937–38  | 48               | 24               | 15               | 9                | -                | 57               | 1-е в КД         | Поразка у фіналі Кубка Стенлі |
| ТОР     | 1938–39  | 48               | 19               | 20               | 9                | -                | 47               | 3-тє в НХЛ       | Поразка у фіналі Кубка Стенлі |
| ТОР     | 1939–40  | 48               | 25               | 17               | 6                | -                | 56               | 3-тє в НХЛ       | Поразка у фіналі Кубка Стенлі |
| МОН     | 1940–41  | 48               | 16               | 26               | 6                | -                | 38               | 6-те в НХЛ       | програш в першому раунді      |
| МОН     | 1941–42  | 48               | 18               | 27               | 3                | -                | 39               | 6-те в НХЛ       | програш в першому раунді      |
| МОН     | 1942–43  | 50               | 19               | 19               | 12               | -                | 50               | 4-те в НХЛ       | програш в першому раунді      |
| МОН     | 1943–44  | 50               | 38               | 5                | 7                | -                | 83               | 1-ше в НХЛ       | Здобули Кубок Стенлі          |
| МОН     | 1944–45  | 50               | 38               | 8                | 4                | -                | 80               | 1-ше в НХЛ       | програш в першому раунді      |
| МОН     | 1945–46  | 50               | 28               | 17               | 5                | -                | 61               | 1-ше в НХЛ       | Здобули Кубок Стенлі          |
| МОН     | 1946–47  | 60               | 34               | 16               | 10               | -                | 78               | 1-ше в НХЛ       | Поразка у фіналі Кубка Стенлі |
| МОН     | 1947–48  | 60               | 20               | 29               | 11               | -                | 51               | 5-те в НХЛ       | не пройшли                    |
| МОН     | 1948–49  | 60               | 28               | 23               | 9                | -                | 65               | 3-тє в НХЛ       | програш в першому раунді      |
| МОН     | 1949–50  | 70               | 29               | 22               | 19               | -                | 77               | 2-е в НХЛ        | програш в першому раунді      |
| МОН     | 1950–51  | 70               | 25               | 30               | 15               | -                | 65               | 3-тє в НХЛ       | Поразка у фіналі Кубка Стенлі |
| МОН     | 1951–52  | 70               | 34               | 26               | 10               | -                | 78               | 2-е в НХЛ        | Поразка у фіналі Кубка Стенлі |
| МОН     | 1952–53  | 70               | 28               | 23               | 19               | -                | 75               | 2-е в НХЛ        | Здобули Кубок Стенлі          |
| МОН     | 1953–54  | 70               | 35               | 24               | 11               | -                | 81               | 2-е в НХЛ        | Поразка у фіналі Кубка Стенлі |
| МОН     | 1954–55  | 70               | 41               | 18               | 11               | -                | 93               | 2-е в НХЛ        | Поразка у фіналі Кубка Стенлі |
| ЧИК     | 1955–56  | 70               | 19               | 39               | 12               | -                | 50               | 6-те в НХЛ       | не пройшли                    |
| Усього  | Усього   | 1448             | 691              | 527              | 230              |                  |                  |                  |                               |

†Примітка: У сезоні 1931–32, Арт Дункан тренував перші п'ять матчів «Мейпл-Ліфс» в чемпіонаті. Конн Смайт, головний тренер провів один матч, надалі команду тренував Дік Ірвін.